# Göran Lindblad
Lars Göran Axel Lindblad (Göteborg, 12 de gener de 1950) és un polític i dentista suec, membre del Partit Moderat. Graduat a la universitat de Göteborg el 1977, fou vicepresident de la Unió Nacional d'Estudiants 1976-77. Va ser membre del Parlament de Suècia (1997-2010), representant la circumscripció electoral de Göteborg i abans va ser parlamentari substitut de 1993 a 1997. Lindblad ha presidit la delegació sueca a l'Assemblea Parlamentària del Consell d'Europa (PACE) i també va ser vicepresident i president del Comitè d'Afers Polítics. Fou membre de l'Assemblea Parlamentària de 2004 a 2010. L'octubre de 2011, va ser elegit President de la Plataforma Europea de Memòria i Consciència.
Göran Lindblad ha defensat polítiques de migració i està implicat en projectes benèfics per millorar les condicions dels refugiats.
És conegut internacionalment per la seva feina per promoure la democràcia i els drets humans. Va ser el ponent del Consell d'Europa pels delictes de règims comunistes totalitaris i va redactar i guanyar la resolució de «Necessitat per la comdemna internacional dels delictes de règims comunistes totalitaris» que va portar a la «Resolució 1481 del Consell d'Europa». Fou el primer cop en que el comunisme va ser condemnat per un cos internacional de parlamentaris. Lindblad ha declarat: "Creixent a Suècia, tan proper l'Imperi soviètic, sempre he estat en contra del comunisme".És casat i té quatre nens. És signant fundador de la Declaració de Praga sobre Consciència Europea i Comunisme.